# Caltha novae-zelandiae
Caltha novae-zelandiae (лат.) — вид травянистых растений семейства Лютиковые (Ranunculaceae), описанный в 1852 году английским ботаником Джозефом Долтоном Гукером.

## Описание
Многолетнее травянистое растение высоктой 3—5 см. Корневища толстые, мясистые, белого цвета. Стебель всегда один, на его верхушке располагается одиночный цветонос. Листья тонкие, образуют розетку. Листовая пластинка тёмно-зелёная, размерами 8—25 × 4—12 мм, иногда с центральным пятном бронзового размера. Черешки длиной до 10 см.
Чашелистики бледно-жёлтые, числом от 5 до 7, длиной 1—3 см и шириной 2—3 мм. Тычинок от 15 до 20. Плодолистики овальные, длиной 4—5 мм, количеством 6—12. Зрелые головки 12—18 мм. Цветет с сентября по декабрь, плодоносит с декабря по март. Семена 1,2—2 мм длиной, яйцевидной формы, глянцевые, красно-коричневого до тёмно-фиолетового коричневого цвета.
Диплоидный набор хромосом 2n=48.

## Ареал
Произрастает на альпийских лугах, возле озёр и ручьев. Эндемик Новой Зеландии. Встречается на Северном и Южном островах, на острове Стьюарт.